# 瑙魯地理

瑙魯地圖

瑙魯是南太平洋的一個島國，位於馬紹爾群島南側，赤道以南53（33英里）。瑙魯的陸地面積只有21 km2（8.1 sq mi），海岸線長30- coastline（19-英里）。島嶼外側有環礁包圍。瑙魯的專屬經濟區面積有308,480 km2（119,100 sq mi），領海主張有12海里。
瑙魯屬於熱帶氣候，每年11月至2月是雨季。磷酸鹽是瑙魯唯一的礦業自然資源。漁業是瑙魯另一自然資源。瑙魯島上沒有任何河流及湖泊。